# Capela de São Tiago e São Brás
A capela de S. Tiago e S. Brás, na freguesia de Real, em Vila Meã, é uma das mais antigas da freguesia, supondo-se que tenha sido edificada no século XVII, ou princípios do século XVIII, pois já em 1726 Francisco Craesbeeck a ela se refere no seu livro "Memórias Ressuscitadas da Província de Entre Douro e Minho".

## Tradição
Embora dedicada aos dois referidos santos, a capela é conhecida apenas por capela de S. Brás, dada a popularidade obtida por ali se realizar anualmente, a 2 de Fevereiro, a “Romaria de S. Brás”, o santo advogado das doenças da garganta que se venera no dia seguinte (3 de Fevereiro) com a realização do Clamor de S. Brás e a celebração de missa evocativa.
Sendo uma romaria em época de Carnaval, esta era famosa por ser repetidas vezes palco de forte pancadaria, originada pelos “abusos eróticos” que os rapazes exerciam sobre as raparigas ao pejá-las de confetis, quando aproveitavam o momento para apalpá-las.
Hoje tais “abusos” perderam força, tornando-se actos vulgares, o que pacificou a Romaria de S. Brás.
Mas seja dia de trabalho, seja fim-de-semana, o povo de Vila Meã não falta ao S. Brás, cumprindo a tradição de merendar no monte sobranceiro ao rio, merenda em que não faltam os figos, o salpicão, a regueifa de trigo e o verde, de preferência carrascão, que a tradição mandava estender sobre uma toalha de linho, apoiada em ervas, giestas e tojos que abundavam por ali. Também ninguém quer perder o “estoirar da macaca”, fogo de artifício com que se encerra a romaria e que o proprietário da capela vai garantindo a expensas suas.

## Localização
Situa-se no cimo de um pequeno outeiro, pródigo em arvoredo e bordejado pelo Rio Odres que lhe emprestava uma paisagem bucólica, agora um pouco diminuída pelo desaparecimento dos moinhos que lhe enfeitavam o sopé.
É propriedade privada dos Mendes de Vasconcelos, da Casa do Carvalho, hoje na posse de Alexandre José Carneiro Giraldes Mendes de Vasconcelos, herdeiro da Casa do Barreiro, hoje chamada de Casa de S. Brás, em cuja quinta se encontra o terreno em que a capela está construída.